# Andrzej Filistowicz
Andrzej Ryszard Filistowicz (ur. 26 kwietnia 1947 w Parszowicach) – polski zootechnik, specjalizujący się w genetyce cech ilościowych, metodach doskonalenia zwierząt; nauczyciel akademicki związany z Uniwersytetem Przyrodniczym we Wrocławiu.

## Życiorys
Urodził się w 1947 roku w Parszowicach, w powiecie wołowskim na Dolnym Śląsku. Szkołę podstawową ukończył w Ścinawie, a liceum ogólnokształcące w Wołowie. W latach 1965–1970 studiował na Wydziale Zootechnicznym w Wyższej Szkole Rolniczej we Wrocławiu. W 1970 roku rozpoczął pracę w Katedrze Genetyki i Ogólnej Hodowli Zwierząt na etacie asystenta-stażysty, a następnie pracował na stanowiskach: asystenta (1971–1972), starszego asystenta (1973–1976), adiunkta (1976–1989), docenta (1989–1991), profesora nadzwyczajnego (1991–1997) i od 1997 roku profesora zwyczajnego.
Stopień naukowy doktora nauk rolniczych otrzymał w 1976 roku na podstawie rozprawy pt. Analiza genetyczna buhajów rasy nizinnej czerwono-białej użytkowanych na Dolnym Śląsku, zaś stopień doktora habilitowanego nauk rolniczych, na podstawie rozprawy nt. Przewidywanie wartości hodowlanej krów na podstawie ocen wartości hodowlanej rodziców w 1987 roku. Tytuł naukowy profesora otrzymał w 1992 roku od prezydenta Polski Lecha Wałęsy. Odbył staże naukowe w ZSRR, Czechosłowacji, Jugosławii i w Czechach.
Poza działalnością naukowo-dydaktyczną na swojej macierzystej uczelni pełnił także szereg ważnych funkcji organizacyjnych. W latach 1990–1992 był prodziekanem, a następnie dziekanem Wydziału Zootechnicznego. Po jego przekształceniu w Wydział Biologii i Hodowli Zwierząt piastował również stanowisko dziekana (1992–1999 i od 2012 roku). Od 1997 roku jest kierownikiem Studium Podyplomowego Planowanie i organizacja hodowli bydła.
Był członkiem Komisji Ekspertów Ministra Edukacji Narodowej (1992–1995), członkiem Komitetu Nauk Zootechnicznych Polskiej Akademii Nauk (od 1996 roku, wiceprzewodniczący Komitetu od 1999 roku), wiceprzewodniczący Zarządu Głównego Polskiego Towarzystwa Zootechnicznego (od 1998 roku), członek Sekcji P06D Zespołu Nauk Rolniczych i Leśnych Komitetu Badań Naukowych (1993–1997), członkiem Rady Naukowej Instytutu Genetyki i Hodowli Zwierząt PAN w Jastrzębcu (od 1998), członkiem komitetów redakcyjnych: "Czech Journal of Animal Science", "Journal of Applied Genetics", "Animal Science Papers and Reports", "Prace i Materiały Zootechniczne", członkiem Rady Programowej Przeglądu Hodowlanego.

## Dorobek naukowy i odznaczenia
Andrzej Filistowicz jest współautorem 2 podręczników: Hodowla bydła mięsnego w Sudetach (1998) i Chów i hodowla zwierząt futerkowych (1999). Napisał skrypt Planowanie i organizacja pracy hodowlanej oraz 3 innych dzieł zwartych, 221 publikacji, w tym 110 oryginalnych prac twórczych oraz 42 ekspertyz i prac projektowych. Wyniki swocih prac prezentował na 16 międzynarodowych i 17 ogólnopolskich konferencjach naukowych. Jest współautorem 6 systemów komputerowych, z zakresu hodowli zwierząt, zastosowanych w praktyce oraz programu hodowli bydła rasy czerwono-białej, wdrożonego w Polsce w 1996 roku.
Za swoją działalność naukową, dydaktyczną i organizacyjną otrzymał liczne nagrody i wyróżnienia. Został odznaczony Krzyżem Kawalerskim Orderu Odrodzenia Polski, Medalem Komisji Edukacji Narodowej, Złotym i Brązowym Krzyżem Zasługi, Medalem za Zasługi dla Uniwersytetu Rolniczego i Leśnego w Brnie, Medalem Pamiątkowym Miasta Nysy, Odznaką Honorową Zasłużony dla Ziemi Nyskiej i Odznaką Zasłużony dla Akademii Rolniczej we Wrocławiu. Został wyróżniony 1 nagrodą Ministra Nauki, Szkolnictwa Wyższego i Techniki, 2 nagrodami Ministra Edukacji Narodowej oraz 17 nagrodami Rektora Akademii Rolniczej we Wrocławiu.